# 斯基普·列夫赛
斯基普·列夫赛（英語：Skip Lievsay），美国电影电视监督音效剪辑师、重录音混音师和音效设计师。列夫赛曾参与制作著名电影制片人和导演科恩兄弟、马丁·斯科塞斯、斯派克·李、乔纳森·戴米和罗伯特·奥特曼的影片。

## 部分影视作品
列夫赛赢得过1次奥斯卡金像奖，并获得了5次提名。
获奖
- 地心引力（2013）[1]

提名
- 老无所依（2007）（最佳音效与最佳音效剪辑提名）[2]
- 大地惊雷（2010）[3]
- 醉乡民谣（2013）[1]
- 罗马 (2018)[4]